# Смологовиця
Смолого́виця (Смологовиця) — село в Україні, в Закарпатській області, Хустському районі. Входить до складу Іршавської міської громади.

## Історія
З околиць Смологовиці походить залізна зброя: наконечники списів, ножі пшеворської культури.
Історична назва села — Мала Абранка (Kisábránka) походить від назви річки Абранки — лівої притоки річки Іршавка. Час появи русинської назви села Смологовиця невідомо і в документах XVII—XVIII ст. в. воно не зустрічається. На останньому аркуші урбарія 1603 року приведений «список нових сіл, побудованих Жигмондом Ракоці після смерті Гашпара Магочі (Mágócsi Gáspár)», тобто між 1595 і 1603 р серед сіл округи Krajna в цьому списку є село Abranka (поки без поділу на Велику — суч. с. Локіть і Малу — суч. с. Смологовиця).
У 1610 згадується як — Nagj Abranka, 1645-Nagy Abramka, 1728-Abrahanka, 1773-Nagy Abranka, 1877- Ábránka (Kis-), 1924-Abranka, 1930- Abranka.
1946 рік: Внаслідок збройної сутички з опергрупою МГБ у селі Смологовиця на Закарпатті повстанці УПА знищили старшого оперуповноваженого райвідділу МГБ і директора маслозаводу, роззброєні і відпущені двоє міліціонерів.
Церква Успіння пр. богородиці. 1851.
храм Успіння пр. богородиці. 1851.
Дерев'яну церкву згадують у 1733 та 1778 роках. Теперішня мурована церква, збудована за священика Михайла Ґріґашія, вкрита етернітом. Збережено гарний старий іконостас, але ікони вже перемальовані. Біля церкви стоїть проста каркасна дерев'яна дзвіниця. Великий дзвін відлив Ріхард Герольд у Хомутові в 1924 р.

## Присілки
Ізгога
Ізгога - колишнє село в Україні, в Закарпатській області.
Обєднане з селом Смологовиця
Згадки:1600: Izgogafalva, 1613: Izgogafalva

## Населення
Згідно з переписом УРСР 1989 року чисельність наявного населення села становила 379 осіб, з яких 186 чоловіків та 193 жінки.
За переписом населення України 2001 року в селі мешкало 369 осіб.

### Мова
Розподіл населення за рідною мовою за даними перепису 2001 року:
| Мова       | Відсоток |
| ---------- | -------- |
| українська | 99,46 %  |
| російська  | 0,54 %   |

## Відомі люди
В селі народився український політик Пинзеник Віктор Михайлович та заслужений вчитель України і художник Бурч Василь Васильович (1919—1993).

## Туристичні місця
- храм Успіння пр. богородиці. 1851.
- скарб залізної зброї: наконечники списів, ножі пшеворської культури.